# Теджен
Теджен е град оазис в пустинята Каракум, провинция Ахал, Туркменистан. Населението му е около 52 000 души. Река Теджен извираща от Афганистан минава близо до града. В близост минава и Транскаспийската железница.